# Наполегливість
У психології, наполегливість — особистісна вольова якість, характерна здатністю долати зовнішні та внутрішні перешкоди, спрямована на неухильне, всупереч труднощам та перешкодам, досягнення мети. Наполегливість не слід плутати з упертістю, у якій єдиним мотивом поведінки є самоствердження, прагнення наполягти своєму. Одна з можливих рис особистості. 

## Опитувальник темпераменту й характеру
Наполегливість вимірюється в Опитувальнику темпераменту й характеру (TCI) і вважається однією з чотирьох характеристик темпераменту. Наполегливість стосується діяльності без огляду на втому або розчарування. Дослідження Клонінгера показало, що наполегливість, як і інші риси темпераменту, з високою ймовірністю успадковується. Складовими наполегливості в TCI-R є:
1. Ентузіазм (PS1)
2. Загартованість (PS2)
3. Амбітність (PS3)
4. Перфекціонізм (PS4)

Дослідження, що порівнює визначення, Опитувальника темпераменту та характеру з п'ятифакторною моделлю особистості, показало, що наполегливість, значною мірою, пов'язана зі сумлінністю. Крім того, наполегливість помірно позитивно пов'язана з рисою самоподолання (за TCI-R). Дослідження також показали, що наполегливість позитивно корелює з активністю в моделі альтернативної п'ятірки Цукермана і негативно корелює з психотизмом у моделі Айзенка.

## Формування наполегливості
Наполегливість розвивається в людини на основі виховання, починаючи з дошкільного віку. Для цього необхідно привчати дитину не припиняти цілеспрямованих зусиль при виникненні перешкод, ставити перед нею достатньо складні, але здійсненні завдання і неухильно вимагати, щоб вона доводила розпочату справу до кінця. Важливо також виробити в дитини вміння самостійно ставити і розв'язувати об'єктивно значущі завдання. У шкільному віці, важлива роль, у розвитку наполегливості, належить колективу учнів та самовихованню.

## Прояв наполегливості
Наполегливість може виявлятися в різних сферах життя людини, навчанні, роботі, спорті, творчості та будь-яких інших заняттях життєдіяльності індивіда. Наполеглива людина має такі риси:
- чітко визначає свою мету та планує шляхи її досягнення;
- добивається своєї мети, навіть якщо вона видається недосяжною чи надто складною.
- готова до зіткнення з різними перешкодами та труднощами на шляху до мети;
- сприймає свої помилки та невдачі, використовує їх як можливість для навчання та вдосконалення;
- знаходить ресурси для підтримання своєї мотивації та енергії: інтерес до справи, віра в себе, підтримка оточення тощо;
- гнучко підлаштовується до умов і обставин, що змінюються, не втрачаючи при цьому з поля зору своєї мети;
- демонструє терпіння та витримку, не поспішає з висновками та рішеннями;
- прагне постійного самовдосконалення та підвищення свого професіоналізму.

## Значущість наполегливості
Наполегливість важлива для особистого та професійного успіху людини. Наполеглива людина здатна досягати високих результатів у будь-якій діяльності, долаючи всі перепони. Також, сприяє розвитку інших особистісних якостей, таких як самоцінність, самоповага, самодисципліна, відповідальність, ініціативність, творчість. Допомагає реалізувати свій людський потенціал і жити в гармонії зі собою та навколишнім світом.

## Приклади наполегливих людей
Наполегливість можна спостерігати у багатьох відомих людей, які досягли успіху в різних галузях. Ось дехто з них:
- Авраам Лінкольн — 16-й президент США, який попри своє скромне походження, декілька поразок у виборах та громадянську війну зміг об'єднати країну та скасувати рабство.
- Марія Кюрі — видатна вчена, перша жінка, яка отримала Нобелівську премію з фізики та хімії, яка, попри дискримінацію, бідність та хворобу, продовжувала дослідження в галузі радіоактивності.
- Томас Едісон — винахідник, який створив понад 1000 винаходів, зокрема лампочку, фонограф та кінематограф, які змінили життя людства. Не здавався після сотень невдалих експериментів і казав: «Я не зазнав невдачі. Я просто знайшов 10 тисяч способів, які не працюють».
- Гелен Келлер — письменниця, громадська діячка і перша глухоніма жінка, яка здобула ступінь бакалавра. Навчилася читати, писати та говорити, за допомогою своєї наставниці, Анни Салліван і стала символом сили волі та наполегливості.
- Майкл Джордан — легендарний баскетболіст, шестиразовий чемпіон НБА та один із найвидатніших спортсменів у історії. Після вигнання зі шкільної команди з баскетболу в юності не здався і продовжував тренуватись щодня. Чесно зізнавався в інтерв'ю: «Я пропустив понад 9000 кидків у своїй кар'єрі. Я програв майже 300 ігор. 26 разів мені довіряли зробити переможний кидок — і я промахувався. Я зазнавав невдач знову і знову у своєму житті. І тому я досяг успіху».